# Exotic (canção)
"Exotic" é uma canção da cantora Indiana Priyanka Chopra com o cantor Pitbull. Depois de colaborar com o sucesso do rapper americano Will.i.am para seu single de estréia da musica In My City.

## Antecedentes e composição

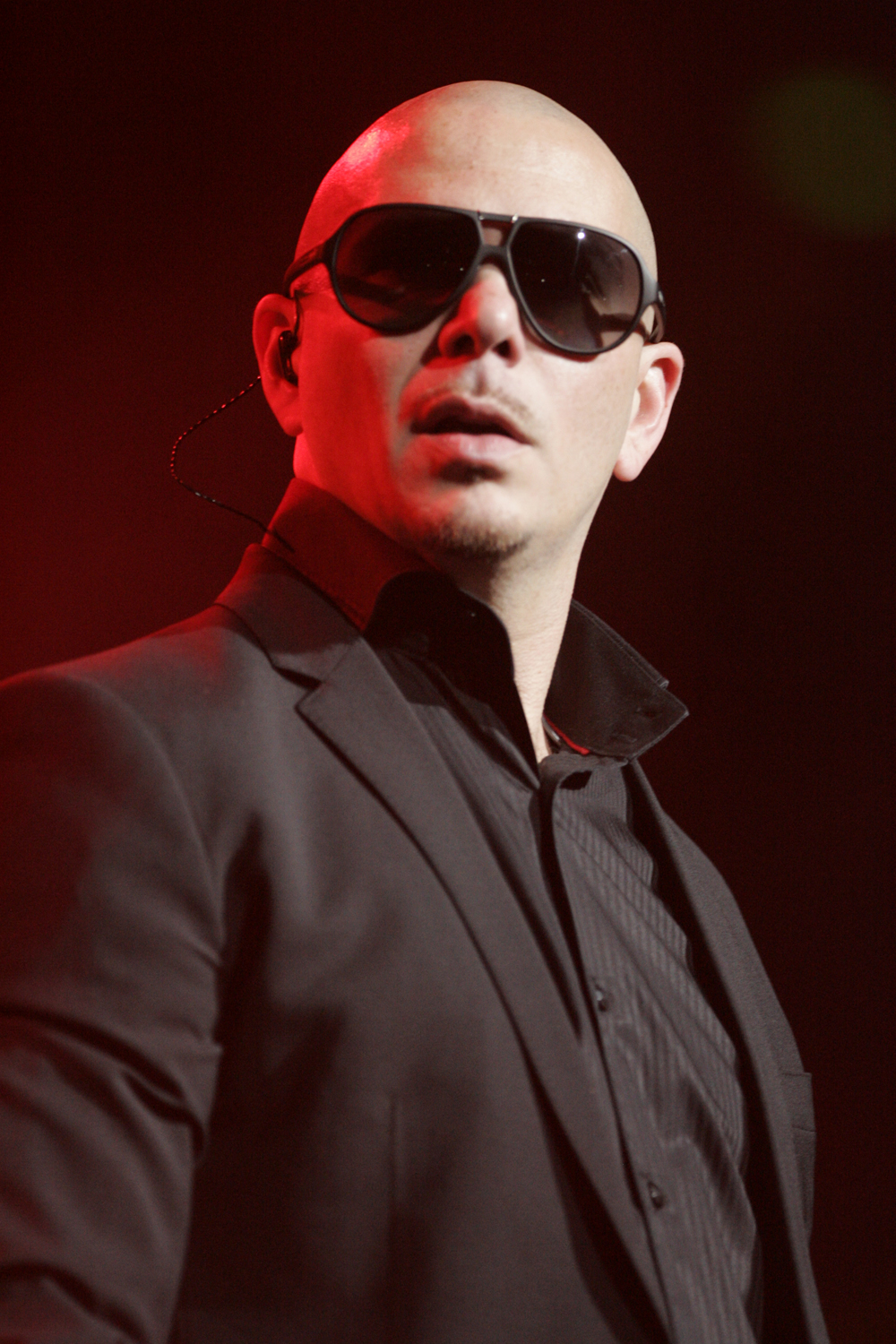
Cantor Pitbull

"Exotic" foi escrita por Pitbull, Chopra e RedOne e produzida por RedOne. A música contém letras em inglês e hindi. Chopra falou com o The Hollywood Reporter sobre a composição da música e sobre a inclusão de letras em hindi: "Meu próximo álbum é em inglês e 'Exotic' seria inicialmente em inglês também. Mas em todas as minhas faixas eu quero ter algum aspecto da minha identidade indiana. "In My City" tem alguns instrumentos indianos para dar um sabor. Para mim, ser indiano é muito exótico. Depois que Pitbull me enviou suas letras, sugeri ao produtor de "Exotic" RedOne que poderíamos considerar algumas letras em hindi. Ele disse: 'Sim, vamos tentar', e eu rapidamente escrevi a letra, cantei e ele adorou. Como eu disse, essa é uma música de verão e nos divertimos muito com nossos filmes e músicas em hindi. Nós, indianos realmente sabemos como festejar, cara! E o mundo precisa ver isso. Então, o vídeo tem passos de dança inspirados na Índia também. Tem uma mistura de hindi e inglês, já que o mundo é tão global. Uma música totalmente coreana liderou o Paradas da Billboard, então por que não uma música em hindi? "Chopra também comentou sobre sua colaboração com Pitbull: "Trabalhar com Pitbull foi ótimo - ele é extremamente criativo. As letras que ele escreveu são muito pessoais, e ele fez a música sobre mim e nós. Ele tornou isso real e eu adorei. Só nos conhecemos durante as filmagens do vídeo e depois entramos em contato. Eu me diverti muito durante a gravação do vídeo, que era só risos e piadas. Ele foi muito divertido e eu fiquei agradavelmente surpreso. "Exotic" é escrito na tonalidade inicial de Ré menor.

## Vídeo musical

### Antecedentes e lançamento
O Vídeo Mostra no começo ela na piscina, e depois ela começa a cantar do lado do Pitbull, O Video no canal Vevo já tem mais de 2 milhões de vistos. Pry elaborou um vídeo com um pouco de dança indiana.
Mas PC prometeu que haveria muito mais indianidade para seu segundo single exotic e devo dizer que Pry entregou nele. Exotic, com Pitbull, foi lançado neste Dia Mundial da Música, e teve letras Hindi. Mesmo em termos de composição é mais camadas e experimentos com sons diferentes.